# Tele Chico
Tele Chico fue, como indicaba su propio subtítulo, un suplemento infantil del semanario "Tele - Radio" publicado entre 1963 y 1970. Se caracterizó por incluir nuevas series de algunos de los autores más importantes de la escuela Bruguera.

## Trayectoria
El primer número del suplemento apareció con el número 313 de "Tele - Radio", a finales de 1963.

## Contenido
En sus ocho páginas, la mitad a color, incluía las siguientes series:
| Aparición | Números      | Título                            | Autoría   | Comentario                 |
| --------- | ------------ | --------------------------------- | --------- | -------------------------- |
|           | 5, 38        | Boliche y Chapinete               | Peñarroya |                            |
|           | 5, 9, 38, 47 | Bronquito, el vaquero pequeñito"  | Alcalá    |                            |
|           | 5, 9, 38     | Sarrampión, trabaja en televisión | Enrich    |                            |
|           | 5, 9, 38, 47 | Dirección: Melitón                | Escobar   |                            |
|           | 9, 47        | Perucho y Cheles                  | Peñarroya |                            |
|           | 9, 38        | Miss Celanea y Lady Fteria        | Serafín   |                            |
|           | 47           | El Cid                            |           | Historieta de "continuará" |
|           | 47           | Gugú y Tonin                      | Garchez   |                            |